# Edith Fründt
Edith Fründt (* 8. Mai 1927 in Rostock; † 1. Juli 2015 in Berlin) war eine deutsche Kunsthistorikerin und Autorin. Von 1966 bis 1988 leitete sie als Direktorin die Skulpturensammlung im Bode-Museum in Berlin.

## Leben

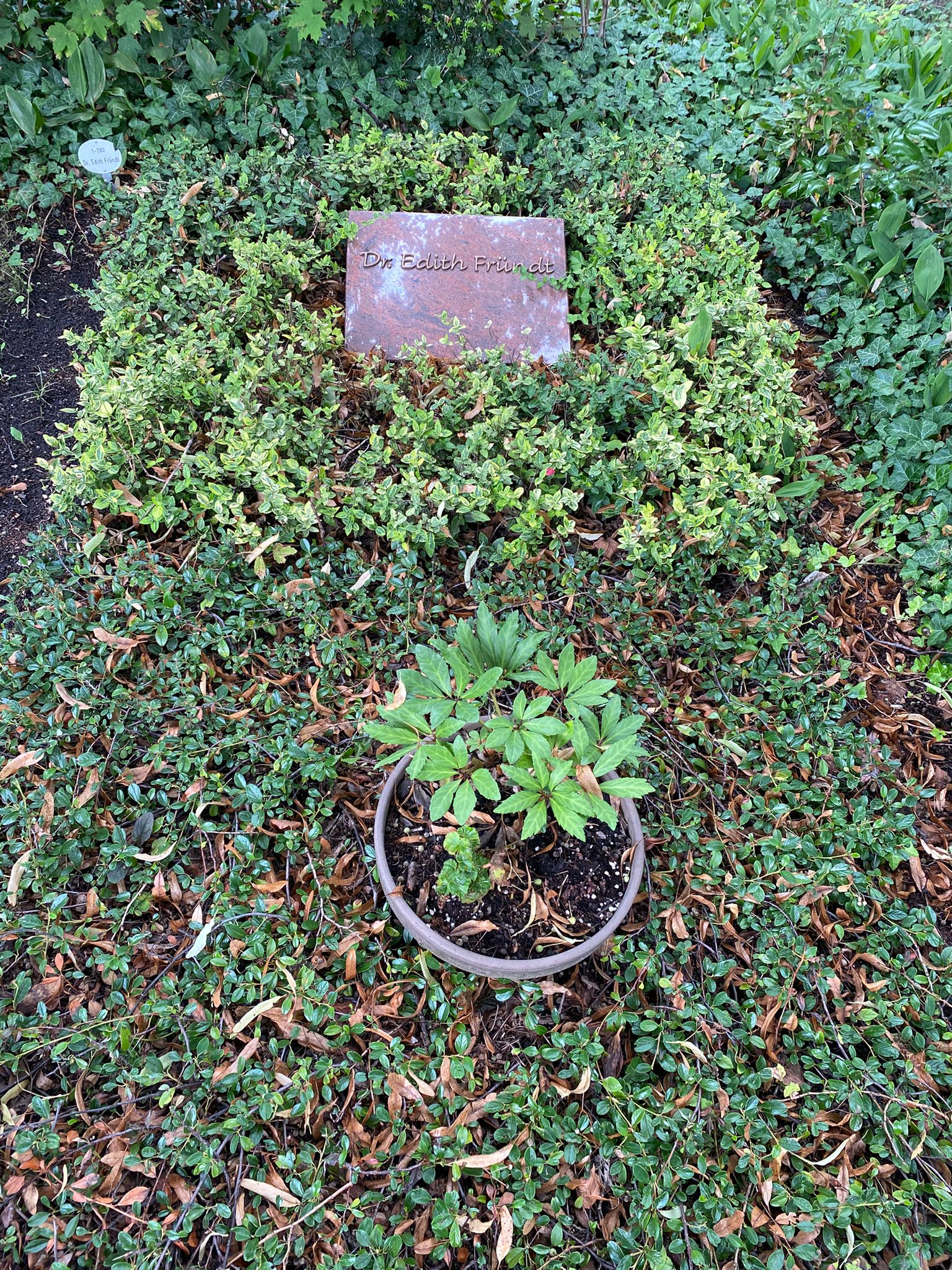
Grabstätte auf dem Friedhof Pankow III

Edith Fründt war die Tochter eines Rostocker Getreidekaufmanns. Von 1946 bis 1952 studierte sie Kunstgeschichte, Musikwissenschaft und Archäologie an der Universität Rostock. 1952/53 war sie am Kulturhistorischen Museum in Stralsund tätig. Von 1953 bis 1955 war sie Forschungsassistentin an der Universität Rostock, wo sie 1955 mit einer Dissertation über spätgotische Plastik in Mecklenburg zum Dr. phil. promoviert wurde. Ab 1956 war sie Assistentin mit Lehrauftrag in Rostock.
1958 wechselte sie nach Berlin an das Ägyptische Museum Berlin. 1960 kam sie als Kustodin der Skulpturensammlung ins Bode-Museum. Ab dem 1. Mai 1966 bis zu ihrem Eintritt in den Ruhestand 1988 leitete sie die Sammlung als Direktorin. Sie war maßgeblich als Kuratorin an mehreren großen Ausstellungen beteiligt.
Edith Fründt ruht auf dem Friedhof Pankow III. 

## Werke
- Mecklenburgische Plastik von 1400 bis zum Ausgang des Mittelalters. Rostock, Phil. F., Diss. v. 8. März 1955
- Die Nikolaikirche zu Stralsund. (= Das christliche Denkmal 59) Berlin: Union 1962
  - 2. Auflage 1966; 3. Auflage 1972
- Bibliographie zur Kunstgeschichte von Mecklenburg und Vorpommern. Berlin: Akademie 1962 
  - Reprint Berlin: de Gruyter 2021 ISBN 978-3-11-247368-9 (online)
- Spätgotische Plastik in Mecklenburg. Dresden: VEB Verlag der Kunst 1963
- Die Barockplastik der Staatlichen Museen zu Berlin.  Leipzig: Seemann 1964
- Sakrale Plastik: Mittelalterliche Bildwerke in der Deutschen Demokratischen Republik. Fotos von Ulrich Frewel, Berlin: Union 1965 (Lizenzausgabe Hanau: Dausien 1966)
- (Hrsg.) Spätgotische Bildwerke aus den Staatlichen Museen zu Berlin: 48 Bildtafeln. Leipzig: Insel 1965 (= Inselbücherei Nr. 523)
- Zisterzienser-Kloster Doberan (= Das Christliche Denkmal 12) Berlin: Union 1967
  - 9 Auflagen bis 1984; Neuauflage 1991 bei Verlag Schnell und Steiner (= Kleine Kunstführer 1863)
- Reise in das Barock. Leipzig: Prisma 1969; 3. Auflage 1985
- Die Klosterkirche zu Doberan. (= Das Christliche Denkmal, Sonderheft 2) Fotos von Klaus G. Beyer Berlin: Union 1969
- (Hrsg.) Der Bildhauer Andreas Schlüter: 48 Bildtafeln. Leipzig: Insel 1969 (= Inselbücherei Nr. 925)
- Tilman Riemenschneider. Berlin: Henschelverlag 1975
- Der Bornaer Altar von Hans Witten: das Leben Mariens und die Passion Christi in Bildern vom Hochaltar der Marienkirche. Aufnahmen von Klaus G. Beyer, Berlin: Union 1975
- mit Vera-Gisela Ewald: Kleiner Museumsführer für Kinder. Berlin: Kinderbuchverlag 1979; 2. Auflage 1985
- Bildwerke des schönen Stils. Berlin: Skulpturensammlung 1980
- Deutsche und italienische Bildwerke des Mittelalters: die Kunstwerke d. Gröninger Saales. Berlin: Skulpturensammlung 1986
- Das Kloster Doberan. Aufnahmen von Thomas Helms, Berlin: Union 1987 ISBN 978-3-372-00044-1; 2. Auflage 1989
- Der Güstrower Altar. (= Die Schatzkammer 14) 2., veränd. Aufl., Leipzig: Prisma 1990 ISBN 978-3-7354-0020-8